# 忍者戰隊隱連者
《忍者戰隊隱連者》，是由日本東映製作的《超級戰隊系列》第18部特攝作品，於1994年（平成6年）2月18日至1995年2月24日期間每週五下午5時30分在朝日電視台首播。

## 作品特色
- 首部以「忍者」作為主題的《超級戰隊系列》作品。
- 有別於以往作品的聲述旁白，此作旁白則由落語家（日语：落語家）三遊亭圓丈（日语：三遊亭圓丈）真人演出及以落語形式敘述。
- 首支由女性戰隊隊員（鶴姫／忍者白）擔任隊長的戰隊。
- 首次出現正式的邪惡戰隊[註 2]（花之女忍組）。
- 首部故事分為兩部分的戰隊作品[註 3]。
- 首次出現番外戰士[註 4]及非地球人類角色的戰士（忍者人）。

## 故事概要
在約四百年前，當時五名忍者正與危害人間的妖怪們展開一場宿命對決，包括祖先猿飛佐助、霧隱才藏、三好清海入道、兒雷也等，在首領鶴姬的領導下，順利將妖怪的大頭目滑瓢送進封印之門內。
然而直到現代，猿飛佐助跟霧隱才藏的後代子孫－佐助跟才藏卻因受到妖怪河童的誘騙而意外將封印之門打開，導致累積前世宿仇的妖怪被釋放，其後一位遊走江湖的祕傳忍者－百地三太夫則將兩人送到名為風雲幻城的城堡外與第24代鶴姬會合，其後三人亦與接著加入的兩位忍者子孫－清海跟自來也成為「忍者戰隊隱連者」與妖怪對戰。

## 登場角色

### 忍者戰隊隱連者
忍者戰隊隱連者，由忍者流派隱流的第24代鶴姬帶領其他四位忍者後裔，在忍者大師百地三太夫的引薦下與妖怪對戰。
平時五人皆以駕駛貓丸到處販賣美式鬆餅維持收入。
佐助／ 忍者紅
演：小川輝晃
猿飛佐助的後裔，有著冷靜沉著的觀察力及滿腔熱血的正義感。
擁有猶如猿的輕巧身手，擅長使用火焰忍術、劍術與分身術。
其他登場作品：《手裏劍戰隊忍忍者》
鶴姫（つるひめ）／ 忍者白
演：廣瀨仁美
鶴姬家第24代傳人，亦為隱連者的隊長。
雖為女生，卻有着與男生般不認輸的個性。
擅長摺紙忍術，並能將自己化為紙鶴及以無數紙鶴攻擊。
其他登場作品：《海賊戰隊豪快者》、《連續4週特別篇 超級戰隊最強對戰!!》、《機界戰隊全界者 外傳 全界紅大介紹！》
才藏／ 忍者藍
演：土田大
霧隱才藏的後裔。
其個性心地善良，待人也很親切，但是其財富或運勢方面似乎不太好，老是碰上倒楣的事情。
擁有狼的敏捷，而擅長忍術為水之忍術。
清海／ 忍者黃
演：河合秀
三好清海入道的後裔，於第2集初登場。
是個大胃王，並且對美女毫無抵抗。
擅長攀爬技及使用幻覺忍術，並有著熊的怪力。
自來也／ 忍者黑
演：凱恩·小杉
兒雷也的後裔，於第2集初登場。
擅長使用土地忍術，並擁有蛙類的跳躍力及踢技。
其祖先為追查被妖怪小豆洗奪走的四個隱連者卷軸而離開日本；而當時身處於美國的自來也在知悉小豆洗回到日本後便隨之歸國，同時其自身亦於美國出生的緣故，故習慣使用英語。
其父親於追查妖怪期間卻被殺害，隨後自來也則被其父親的老朋友我利收養，殊不知我利卻為殺害其父親的兇手。而在我利來到日本後則與其對戰，而最後在打敗了我利後亦從其口中知悉他被妖怪鵺利用的一切，其後在我利離世後則成功將鵺消滅以替其父親與我利報仇。

#### 隱連者的協力者／相關者
百地 三太夫（ももち さんだゆう）
演：坂本明
侍奉鶴姬家的忍者，亦為隱連者的啟蒙老師。
其作風尤為神秘，並且經常神出鬼沒地指導隱連者。
知悉鶴姬的父親義輝投靠妖怪的真相，但最後在朱尼亞實行予大魔王復活的儀式期間慘被朱尼亞殺害。
隱連者的祖先
隱連者的祖先。
在隱連者獲得其刀劍後則將變身令牌交予他們。
猿飛佐助（さるとびさすけ）
演：益田哲夫
佐助的祖先。
鶴姫的祖先
演：廣瀨仁美（分飾）
霧隱才藏（きりがくれさいぞう）
演：岡本美登
才藏的祖先。
三好清海入道（みよしせいかいにゅうどう）
演：關根大學
清海的祖先。
兒雷也（じらいや）
演：井上清和
自來也的祖先。
貓丸
外觀有如販賣餐車的貓科妖怪，於第2集初登場。
平時隱連者會駕駛其到處販賣美式鬆餅，至於貓丸身上亦配備多個槍炮及擁有飛行能力。
太郎（たろう）、次郎（じろう）
演：土屋圭輔（太郎）、土屋大輔（次郎）
被鶴姬家收養的雙胞胎孤兒兼其護衛，於第26集初登場。
原為鶴姬家家臣的孩子，於其雙親離世後則被鶴姬家收養，並且與鶴姬一同成長，而三人感情亦猶如兄妹。
過去聯同義輝為阻止大魔王復活而潛進妖怪世界，然而期間兩人卻被大魔王逮到，並且被大魔王施法變為狼犬，其後兩人在獲得假意背叛人類的義輝協助下便帶同布恩離開妖怪世界。而兩人雖能夠短暫變回人類，但卻持續變回人類的話便會失去性命。
而最後為能讓淪為大魔王殺手的義輝回復人性而變回人類，結果兩人則聯同義輝墮崖而重傷罹難，臨終時更成功以最後一分力讓白面郎回復人性。
布恩
演：福場康之
被義輝大人收養的妖怪小孩，於第26集初登場。
被妖怪軍團欺負的他於聯同變為狼狗的太郎跟次郎逃離妖怪世界後則作為三太夫的弟子，而在隱連者遇險時亦屢次出手救助他們。
我利
演：章·小杉
自來也在美國時的空手道老師，於第28-29集登場。
與自來也的父親為老朋友，而在自來也的父親離世時亦收留他，殊不知我利便是殺害其父親的兇手。
其女兒因遇上交通事故導致性命垂危，隨後妖怪鵺卻以能救回其女兒的理由引誘我利，結果我利便成為鵺的殺手。
而最後亦奉命前往日本追殺自來也，結果卻被對方擊敗，而我利亦在臨終前道出一切的真相。
義輝（よしてる）／白面郎（はくめんろう）
演：五代高之
鶴姬的父親，於第30集正式登場。
過往義輝為阻止大魔王復活而帶同太郎跟次郎潛進妖怪世界，然而卻不敵大魔王的魔力戰敗，而太郎、次郎甚至被變成兩隻狼犬。至於義輝則為了尋找大魔王的弱點，故假裝投靠大魔王，化身白面郎成為隱連者的敵人，在妖怪世界成為朱尼亞跟大魔王所屬的參謀將軍角色，期間更多次暗中協助隱連者。
殊不知大魔王早已知曉其叛變之心，而義輝在被大魔王捉走時卻成功將有關大魔王的秘密儲存於金色鳥型飾物後送予太郎跟次郎，而自己則被大魔王基地變為石像。
後來更被對方操控後與隱連者正面開戰，而最後太郎跟次郎在臨終時以其力量讓義輝回復人性。
 忍者人／武士人
聲：矢尾一樹
三神將的弟子，於第36集初登場。
身穿深藍色忍者鎧甲的巨人，但亦能夠變為與人類等身的大小，雖有正義感卻個性魯莽，並且對自己被形容為青澀毛孩尤為憤怒。
其武器為忍者劍，而變為武士人後其忍者劍亦可變形為薙刀武士標槍；至於其必殺技為從其雙手凝聚的高溫火球彈武士激怒炮彈。
過去因誤信大魔王的讒言而傷害無辜的人類，結果在自己知悉真相後有感後悔，並且被三神將懲罰封印於古甕中在宇宙漂流。
後來其古甕便跟隨隕石回到地球，然而其古甕須由繼承鶴姬家血脈的人（鶴姬與義輝）才能使用依附於古甕外的鎚子打破，而最後在隱連者與妖怪貘戰鬥時忍者人才請求鶴姬破槌而出，其後便一直協助隱連者們。
最後在大魔王被封印後便跟隨三神將離去。
其他登場作品：《海賊戰隊豪快者》

### 三神將
三神將，為繼承了「心」、「技」、「體」的三大忍者巨神。
原為約二千年前與妖怪戰鬥的三賢者，而在戰鬥中取得勝利後，三人的靈魂便獲昇華為三神將。
無敵將軍（むてきしょうぐん）
繼承「體」的神將。
隱連者們可透過召喚獸將並合體為無敵將軍，另外風雲幻城亦可變形之，然而兩者皆為其擬態分身。
其必殺武器為火焰將軍劍，並能以附有火焰的劍刃斬擊目標；另外無敵將軍亦能與翼丸合體為超級無敵將軍，並以其胸膛上的加農炮發射必殺技「無敵加農 一齊射擊」終結目標。
聖忍獸 翼丸
繼承「心」的神將，於第23集初登場。
外觀為巨大的白色鳥，其武器為於其翅膀末端的加農炮，並且能與無敵將軍及隱大將軍合體。
隱大將軍（かくれだいしょうぐん）
於第31集初登場。
為繼承「技」的神將，而隱連者們可透過召喚超忍獸並合體為隱大將軍。
其必殺技為「鐵拳 God Finish」，以雙拳同時攻擊並消滅敵人；另外無敵將軍亦能與翼丸合體為「超級隱大將軍」，並擁有飛行能力及透過從空中急降發揮必殺技「鐵拳 Flying Finish」。

#### 獸將／超忍獸
獸將
由隱連者藉由其卷軸召喚的五名巨人，亦為無敵將軍的擬態分身。
隱連者們能與其融合並操作，而獸將們亦各自擁有意志。
 紅猿
由忍者紅召喚的猿型獸將，於第2集初登場。
擅長以其靈活輕巧的特點應戰，而使用武器為大型手裏劍猿Slicar。
為無敵將軍（擬態）的身驅。
 白鶴
由忍者白召喚的鶴型獸將，於第3集初登場。
擅長連續攻擊，而使用武器為兩把苦無鶴Beak。
為無敵將軍（擬態）的左手臂。
 藍狼
由忍者藍召喚的狼型獸將，於第3集初登場。
擅長快速攻擊，而使用武器為可釋放強烈水壓的兵器槍狼Shaft。
為無敵將軍（擬態）的右手臂。
 黃熊
由忍者黃召喚的熊型獸將，於第3集初登場。
以其怪力應戰，而使用武器為附有鎖鏈的鈎爪熊Claw。
為無敵將軍（擬態）的右腿。
 黑蟾蜍
由忍者黑召喚的蟾蜍型獸將，於第3集初登場。
以發揮其優越的跳躍力應戰，而使用武器為可擊穿鋼鐵之箭矢蟾蜍Bow。
為無敵將軍（擬態）的左腿。
獸將Fighter
為隱連者從其Doro Changer的忍Medal取出並召喚的五個巨大分身，於第12集初登場。
能以自主意識行動，而其敏捷性亦較獸將高，同樣隱連者並可附身於獸將Fighter內替其增強能量。
其各自分身皆為 戰鬥猿、 戰鬥鶴、 戰鬥狼、 戰鬥熊以及 戰鬥蟾蜍。
其必殺技皆為以戰鬥猿俯身衝擊的「Fighter Shoot」及以大型隱連者球攻擊的「Super Kakure Shoot」。
超忍獸
為隱連者們以其忍之卷召喚之五個大型生命體，亦為隱大將軍的正體分身。
五人可與之合而為一，而與獸將的分別為超忍獸是實體神的分身，因而擁有說話的能力。
 神猿
由忍者紅召喚的猿型超忍獸，於第25集初登場。
能以其靈活輕巧的特點應戰，而使用武器為雙劍猿Double Sword。
為隱大將軍的右手臂。
 神鶴
由忍者白召喚的鶴型超忍獸，於第26集初登場。
擅長空中戰，而使用武器為從其雙目釋放的Flying Beam。
為隱大將軍的頭部。
 神狼
由忍者藍召喚的狼型超忍獸，於第27集初登場。
以速度戰為主，並能從其雙目釋放破壞光線及使用尾巴攻擊。
為隱大將軍的左手臂。
 神熊
由忍者黃召喚的熊型超忍獸，於第27集初登場。
能從其雙目釋放破壞光線及透過踩踏地表製造地震。
為隱大將軍的胸部。
 神蟾蜍
由忍者黑召喚的蟾蜍型超忍獸，於第29集初登場。
能從其嘴部吐息火焰蟾蜍Fire及釋放無數的小型蟾蜍型炸彈蟾蜍Dymanite攻擊。
為隱大將軍的腹部與雙腿。

### 妖怪軍團
妖怪軍團，為由一眾妖怪組建的軍團。
過往當時作為妖怪大總將的滑瓢被隱連者的祖先送進封印大門內後施法封印。然而經過四百年的時光後，因河童施計予佐助跟才藏打開封印之門，故妖怪們亦回復其力量並準備向人類復仇。
妖怪大魔王（ようかいだいまおう）
聲：柴田秀勝
妖怪界的支配者。
過往則被囚禁於封印之門內，後來在被朱尼亞與妖怪們的協助下以十餘個小孩化為石頭以召集黑暗力量讓封印之門打開而甦醒。
其真面目及力量來源則為人類的憎恨，故一旦消滅大魔王的話便會釋放負能量，同時被擊敗的妖怪也會復活。
最後被隱連者跟三神將合力送進封印之門內。
貴公子朱尼亞／餓者髑髏
演：遠藤憲一
大魔王的兒子，於第14集初登場。
個性霸氣豪爽且殘忍的貴公子，而其真面目為餓者髑髏。
熱愛音樂，並且常攜帶藍色的電結他。
後來亦開始實行予大魔王復活的儀式，期間更殺害了三太夫，而最後則被超級隱大將軍消滅。
白面郎（はくめんろう）
參照隱連者的協力者／相關者。
歪博士
演：秋間登
妖怪界的發明家，於第12集初登場。
屢次發明對付隱連者的道具，但往往仍為屢敗。
然而最後在超級隱大將軍攻擊封印之門時卻被封印之門的瓦礫擊中而死。
花之女忍組
妖怪女忍者部隊，於第15集初登場。
其真面目為五隻母貓，並先後效力貴公子朱尼亞與妖怪大魔王。
然而最後在隱連者封印大魔王時卻被三神將的法力變回原貌。
 菖蒲
演：鈴木真帆→生間美紀
 櫻
演：咲田惠
 睡蓮
演：本田順子
 百合
演：野口律子
 蘭
演：田邊智惠
滑瓢
為過往在戰國時代妖怪軍團的總大將，但最後則被隱連者的祖先封印。
鵺
演：玄田哲章
於第27-29集登場。
自稱為大魔王的使者，並且於洛杉磯率領妖怪暗殺組織，卻與朱尼亞水火不容。
具有猿首、狸身、蛇尾、虎足、黑天鵝之羽、獅爪的身體構造，並擅長念力及精神癱瘓等。
初現身曾對清海與才藏使用了「妖怪之刑」，將兩人變成低等河童；而過往在自來也的師父我利之女兒因意外事故而性命垂危之際亦引誘我利進行魔鬼契約，並指示我利進行暗殺活動。而最後在我利離世後則被超忍獸與翼丸聯手擊敗。
墮羅墮羅
聲：千田義正
大魔王的分身妖怪，於第42-44集登場。
擁有吸取他人力量的能力，並且在使用敵人力量後其外型也會隨之改變攻擊，同樣地其所遭受的傷害亦會轉嫁至被使用力量者身上。
曾吸取忍者人與除佐助外其他四位隱連者的力量，但其後因佐助藉由義輝的幫助下逆轉戰局，最後更成功消滅墮羅墮羅。
多羅多羅
為最下等的妖怪戰鬥兵。
使用武器為劍，並能夠喬裝人類。

## 隱連者的裝備
共同裝備／武器
Doro Changer
由隱連者的祖先給予隱連者的印籠型變身器，並具有通信及追蹤功能。
忍Medal
隱連者的硬幣型枚章。
平時收納於Doro Changer內，並可作為召喚其獸將之用。
秘劍 隱丸
隱連者的刀劍武器，也是其各自祖先所留下的。
Kakulaser
隱連者的光線槍；另外在分拆其槍管後亦可作為其短劍Laser Knife。
忍Knuckle
隱連者的拳套。
隱流撒菱
隱連者的暗器，可撒在地上暗算敵人。
鯊魚號
由鶴姬以忍法召喚的三輛機車，於第3集初登場。
三輛機車能合體為Shark Driver，並由忍者紅以2馬赫的速度撞擊目標。
Shark Blider
主要由忍者紅駕駛的機車。
具有能衝破牆壁的速度。
Shark Slider
附有邊車的機車，主要由忍者白與忍者藍駕駛。
配備武器為兩門加農炮。
Shark Launcher
附有邊車的機車，主要由忍者黃與忍者黑駕駛。
配備武器為兩門快速破壞槍。
卷軸
為隱連者作為召喚其獸將的必需道具。
以五人各自的顏色區分，而除了佐助／忍者紅的卷軸是藏在風雲幻城的內部外，其他卷軸則被妖怪小豆洗盜走，但最後隱連者則將之奪回。
鉤繩
用於攀岩附壁的忍具。
隱連者球
於第10集初登場。
為橄欖球外型的小型炸彈，五人須透過團隊合作相互傳球，最後則對目標射擊。
忍之卷
為隱連者作為召喚其超忍獸的必需道具。
個人裝備／武器
 忍者紅‧佐助
Red Slicer
忍者紅的大型手裡劍。
其鋒利程度甚至連鋼鐵也能斬斷，而每秒鐘能超高速迴轉300次，也可作為盾防禦。
猿手裡劍
佐助的小型手裡劍，其形狀則是強而有勁的「S」型。
雷鳴劍 光丸
由翼丸交予忍者紅的特殊劍，於第31集初登場。
能夠釋放雷電能量攻擊，並且可透過與隱丸組合以將其能量傳遞予隱丸。
 忍者白‧鶴姬
White Beak
忍者白的錐型武器。
鶴手裡劍
鶴姬的手裡劍，呈鋒利無比的「ㄑ」字型。
 忍者藍‧才藏
Blue Shot
忍者藍的水槍型武器。
可經由內部加壓的方式噴出強力水柱，並能將攻擊目標射飛至約30公尺。
狼手裡劍
才藏的手裡劍，形狀為四方尖端的「K」字正方形。
 忍者黃‧清海
Yellow Claw
忍者黃的鉤爪型武器。
能夠發射其前方銳利的爪子，也可作為攀岩、爬坡及鎖鏈之用。
熊手裡劍
清海的手裡劍，形狀為附有「M」字的三角形。
 忍者黑‧自來也
Black Bow
自來也的弩型武器，有著連鋼鐵門也能貫穿的威力。
蟾蜍手裡劍
自來也的手裡劍，為附有「G」字的星形。

## 設定
風雲幻城
位於異空間的要塞城堡。
內有三神將的雕像，另外其自身亦能轉化為擬態的無敵將軍。
妖怪大宮殿
妖怪軍團初期的據點。
外觀為能漂浮於空中的大地上，同時其亦擁有另一扇妖怪之門。
然而最後在大魔王於宮殿內巨大化時摧毀。
骷髏城
妖怪軍團後期的據點，於第44集初登場。

## 製作團隊
製作人員：
- 原作：八手三郎
- 製作人：
  - 朝日電視台：梶淳
  - 東映：鈴木武幸、吉川進、髙寺成紀
  - 東映Agency：矢田晃一

- 劇本：杉村升、荒川稔久、高久進、曾田博久、藤井邦夫
- 導演：小林義明、坂本太郎、小笠原猛、東條昭平、渡邊勝也、佛田洋
- 動作導演：竹田道弘、新堀和男
- 配樂：川村榮二
- 特攝導演：佛田洋
- 製作：朝日電視台、東映、東映Agency

皮套演員：
-  忍者紅：高岩成二
-  忍者白：村上利惠
-  忍者藍：宮崎剛
-  忍者黃：石垣廣文
-  忍者黑：喜多川務

## 播放列表
此作故事共分為兩部分：第1-24集為《第一部》；而第25-53集則為《第二部·青春激鬥篇》。
以下時間以當地時間（日本時間）為準：
| 日本首播日期              | 集數 | 標題 （日語）（漢譯） | 主役妖怪 | 編劇     | 導演     |
| ------------------------- | ---- | --------------------- | --- | -------- | -------- |
| 第一部                    |      |                       | |          |          |
| 1994/02/18                | 1    | 忍者是也              | - 滑瓢（第1集） （聲：千田義正） - 河童 （聲、演（人類型態）：赤星昇一郎） - 轆轤首 （聲、演（人類型態）：鈴鹿景子） | 杉村升   | 小林義明 |
| 1994/02/25                | 2    | 危險的歐巴桑          | - 滑瓢（第1集） （聲：千田義正） - 河童 （聲、演（人類型態）：赤星昇一郎） - 轆轤首 （聲、演（人類型態）：鈴鹿景子） | 杉村升   | 小林義明 |
| 1994/03/04                | 3    | 美國忍者              | - 朧車 （第3集）（聲、演（人類型態）：柊貫太郎） - 小豆洗 （聲、演（人類型態）：粟津號）                             | 杉村升   | 坂本太郎 |
| 1994/03/11                | 4    | 妖怪警察              | - 朧車 （第3集）（聲、演（人類型態）：柊貫太郎） - 小豆洗 （聲、演（人類型態）：粟津號）                             | 杉村升   | 坂本太郎 |
| 1994/03/18                | 5    | 不平穩的玩家          | - 塗壁 （聲、演（人類型態）：阿部渡） - 目目連 （聲、演（人類型態）：舘大介）                                        | 杉村升   | 小笠原猛 |
| 1994/03/25                | 6    | 眼珠王子殿下！        | - 塗壁 （聲、演（人類型態）：阿部渡） - 目目連 （聲、演（人類型態）：舘大介）                                        | 杉村升   | 小笠原猛 |
| 1994/04/01                | 7    | 這傢伙很大            | - 附身餓鬼 （聲、演（人類型態）：今井耐介）                                                                          | 荒川稔久 | 渡邊勝也 |
| 1994/04/08                | 8    | 化貓客棧！！          | - 化貓 （聲、演（人類型態）：北山亞紀子）                                                                            | 高久進   | 渡邊勝也 |
| 1994/04/15                | 9    | 惡作劇轉播            | - 泥田坊 （聲、演（人類型態）：松村明）                                                                              | 杉村升   | 坂本太郎 |
| 1994/04/22                | 10   | 子泣爺爺              | - 子泣爺爺 （聲、演（人類型態）：田村閣下）                                                                          | 高久進   | 坂本太郎 |
| 1994/04/29                | 11   | 破爛第一！！          | - 白容裔 （聲、演（人類型態）：市川勇）                                                                              | 高久進   | 小笠原猛 |
| 1994/05/06                | 12   | 出現了！！新獸將      | - 天狗（聲：岸野一彦）                                                                                               | 杉村升   | 小笠原猛 |
| 1994/05/13                | 13   | 遠離不幸              | - 金靈 （聲：筱田薰／演（人類型態）：齊藤清六）                                                                      | 曾田博久 | 東條昭平 |
| 1994/05/20                | 14   | 本大爺是貴公子！！    | - 毛羽毛現 （聲、演（人類型態）：大河內浩）                                                                          | 杉村升   | 東條昭平 |
| 1994/05/27                | 15   | 誒！！厲害的傢伙      | - 酒吞童子*2 - 兄（聲：渡部猛） - 弟（聲：山中一德）                                                                 | 杉村升   | 坂本太郎 |
| 1994/06/03                | 16   | 赤猿之鬼退治          | - 酒吞童子*2 - 兄（聲：渡部猛） - 弟（聲：山中一德）                                                                 | 杉村升   | 坂本太郎 |
| 1994/06/10                | 17   | 魔劍與內褲！！        | - 網切 （聲、演（人類型態）：河合亞美）                                                                              | 曾田博久 | 渡邊勝也 |
| 1994/06/17                | 18   | 哈囉小蘑菇            | - 座敷童子 （演（人類型態）：牧野一進／聲（邪惡型態）：澤田澄代）                                                    | 杉村升   | 渡邊勝也 |
| 1994/06/24                | 19   | 黑暗的地獄陷阱！！    | - 土蜘蛛 （聲、演（人類型態）：森富士夫）                                                                            | 杉村升   | 小笠原猛 |
| 1994/07/01                | 20   | 花之女忍組！！        | - | 杉村升   | 小笠原猛 |
| 1994/07/08                | 21   | 模仿必殺技            | - 猿神 （聲、演（人類型態）：大杉漣）                                                                                | 曾田博久 | 東條昭平 |
| 1994/07/15                | 22   | 請大笑吧              | - 煙羅煙羅（聲：神山卓三）                                                                                           | 曾田博久 | 東條昭平 |
| 1994/07/22                | 23   | 電擊！！白色怪鳥      | - 海坊主（聲：河合義雄）                                                                                             | 杉村升   | 渡邊勝也 |
| 1994/07/29                | 24   | 啊 第一部結束了       | - | 杉村升   | 渡邊勝也 |
| 《第二部·青春激鬥篇》（） |      |                       | |          |          |
| 1994/08/05                | 25   | 新的起點！！          | - 一反木綿（聲：檜山修之）                                                                                           | 杉村升   | 坂本太郎 |
| 1994/08/12                | 26   | 鶴姬家的大秘密        | - 傘怪（聲：青柳文太郎）                                                                                             | 杉村升   | 坂本太郎 |
| 1994/08/19                | 27   | 無敵將軍的末日        | - 鵺（聲：玄田哲章）                                                                                                 | 曾田博久 | 東條昭平 |
| 1994/08/26                | 28   | 驚人的實情！！        | - 鵺（聲：玄田哲章）                                                                                                 | 杉村升   | 東條昭平 |
| 1994/09/02                | 29   | 空前的超級大對決      | - 鵺（聲：玄田哲章）                                                                                                 | 杉村升   | 東條昭平 |
| 1994/09/09                | 30   | 再會 叛變的父親       | - | 杉村升   | 小笠原猛 |
| 1994/09/16                | 31   | 看見了！！新將軍      | - | 杉村升   | 小笠原猛 |
| 1994/09/23                | 32   | 別瞧不起 盜臉小偷     | - 肉人 （聲、演（人類型態）：高月忠）                                                                                | 藤井邦夫 | 渡邊勝也 |
| 1994/09/30                | 33   | 天邪村                | - 天邪鬼（聲：梁田清之）                                                                                             | 高久進   | 佛田洋   |
| 1994/10/07                | 34   | 新娘沙地獄！！        | - 撒沙婆婆 （聲、演（人類型態）：日向明子）                                                                          | 曾田博久 | 佛田洋   |
| 1994/10/14                | 35   | 正義三姊妹            | - 鎌鼬 （聲、演（人類型態）：十貫寺梅軒）                                                                            | 荒川稔久 | 渡邊勝也 |
| 1994/10/21                | 36   | 暴亂的小忍者          | - 貘（聲：神山卓三）                                                                                                 | 杉村升   | 渡邊勝也 |
| 1994/10/28                | 37   | 唐傘跳舞女王          | - 唐傘 （演、聲（巨大化型態）：草薙香織）                                                                            | 杉村升   | 坂本太郎 |
| 1994/11/04                | 38   | 哞～討厭的牛          | - 牛鬼（聲：今西正男）                                                                                               | 曾田博久 | 坂本太郎 |
| 1994/11/11                | 39   | 特別篇唷！！          | - 野篦坊（聲：大友龍三郎）                                                                                           | 杉村升   | 東條昭平 |
| 1994/11/18                | 40   | 平成狐狸大合戰        | - 九尾狐 （聲：京田尚子／演（人類型態）：神田時枝）                                                                  | 高久進   | 東條昭平 |
| 1994/11/25                | 41   | 失散的鬼魂            | - 提燈小僧（聲：千葉繁）                                                                                             | 曾田博久 | 小笠原猛 |
| 1994/12/02                | 42   | 強奪忍者力量          | - 墜羅墜羅（聲：千田義正）                                                                                           | 杉村升   | 小笠原猛 |
| 1994/12/09                | 43   | 三神將的末日          | - 墜羅墜羅（聲：千田義正）                                                                                           | 渡邊勝也 | 小笠原猛 |
| 1994/12/16                | 44   | 傷痕累累的大逆轉      | - 墜羅墜羅（聲：千田義正）                                                                                           | 渡邊勝也 | 小笠原猛 |
| 1994/12/23                | 45   | 驚慌失措的聖誕        | - 大百足 （聲、演（人類型態）：平久保雅史）                                                                          | 曾田博久 | 小林義明 |
| 1995/01/06                | 46   | 新春漫畫地獄          | - 貉 （聲、演（人類型態）：佐藤正宏）                                                                                | 曾田博久 | 小林義明 |
| 1995/01/13                | 47   | 人類煙火百連發        | - 火車 （聲：辻村真人／演（人類型態）：關根大學）                                                                    | 高久進   | 小笠原猛 |
| 1995/01/20                | 48   | 大雪女之雪合戰        | - 雪女 （聲、演（人類型態）：橋本由香）                                                                              | 曾田博久 | 小笠原猛 |
| 1995/01/27                | 49   | 突然！！窮光蛋        | - 貧窮神 （聲、演（人類型態）：石黑正男）                                                                            | 曾田博久 | 渡邊勝也 |
| 1995/02/03                | 50   | 特選！！妖怪旅館      | - 大太法師（第50集） （聲：江川央生／演（人類型態）：清水照夫） - 山姥 （聲：北濱晴子／演（人類型態）：小甲登枝惠）  | 杉村升   | 渡邊勝也 |
| 1995/02/10                | 51   | 英雄失格              | - 大太法師（第50集） （聲：江川央生／演（人類型態）：清水照夫） - 山姥 （聲：北濱晴子／演（人類型態）：小甲登枝惠）  | 杉村升   | 渡邊勝也 |
| 1995/02/17                | 52   | 大團圓！！父與女      | - 大太法師（第50集） （聲：江川央生／演（人類型態）：清水照夫） - 山姥 （聲：北濱晴子／演（人類型態）：小甲登枝惠）  | 杉村升   | 坂本太郎 |
| 1995/02/24                | 53   | 封印！！              | - | 杉村升   | 坂本太郎 |

## 音樂
片頭曲：
作詞：冬杜花代子
編曲：山本健司
作曲、演唱：都志見隆
片尾曲：
作詞：冬杜花代子
編曲：山本健司
作曲、演唱：都志見隆
原創插曲：

作詞：横山武
作曲、編曲、演唱：樫原伸彦

作詞：八手三郎
作曲、編曲：川村榮二
演唱：宮內堂千

作詞：冬杜花代子
作曲、編曲：樫原伸彥
演唱：佐佐木真里

作詞：横山武
作曲、編曲：川村榮二
演唱：樫原伸彦

作詞：渡邊夏美
作曲、編曲：津野剛司
演唱：津野剛司、Pythagoras

作詞：里乃塚玲央
作曲：瑞木薰
編曲：川村榮二
演唱：宮內堂千

作詞：冬杜花代子
作曲：松澤浩明
編曲：松澤浩明、津野剛司
演唱：×10

作詞：八手三郎
作曲、編曲：川村榮二
演唱：宮內堂千

作詞：八手三郎
作曲：瑞木薰
編曲：石田勝範
演唱：宮內堂千

作詞：八手三郎
作曲：小杉保夫
編曲：石田勝範
演唱：影山浩宣
非原創插曲：

作詞、作曲：石野卓球
編曲：朝本浩文
演唱：細川文江

作詞：小暮閣下
作曲：Sgt. ルーク篁III世
編曲、演唱：聖飢魔II

作詞：稲葉浩志
作曲：松本孝弘
編曲：松本孝弘、明石昌夫
演唱：B'z

作詞、作曲、編曲：小室哲哉
演唱：TRF

作詞、作曲、演唱：岡村孝子
編曲：田代修二

作詞：三木露風
作曲：山田耕筰

## 其他相關媒體
劇場版：《忍者戰隊隱連者》
與此作同名的劇場版電影，於1994年4月16日首映。
製作團隊：
- 導演：東條昭平
- 動作導演：竹田道弘、新堀和男
- 劇本：杉村升

3D電影：《超級戰隊世界》
由東映發佈的3D電影，於1994年8月6日首映。
VS篇：《超力戰隊王連者 王連VS隱連者》
此作與《超力戰隊王連者》的聯動作品，於1996年3月8日發售。
30週年紀念作品：《忍者戰隊隱連者 第三部‧中年奮鬥篇》
此作30週年的後續性質單元作品，於2024年8月4日在串流平台東映特攝Fanclub發佈。
此作原創登場角色：
吾郎（ごろう）：大森元貴（Mrs. GREEN APPLE）
非洲菊：木下彩音
威賽路／鐮鼬（聲演）：橋渡龍馬
雪魯／雪女：青島心
三郎（さぶろう）：土屋大輔
四郎（しろう）：土屋圭輔
蛇五右衛門（おろちごえもん）：高岩成二
蛇骨婆（じゃこつばばあ）：村上利惠
說書人：神田伯山
製作團隊：
- 編劇：下亞友美
- 導演、動作導演：坂本浩一
- 製作：東映特攝Fanclub

## 海外播放
- 香港曾於1996年由亞洲電視本港台以《忍者戰隊》為譯名播出粵語配音版。
- 台灣曾於1998年由衛視中文台以《影子神兵》為譯名播出國語配音版。